# Roana
Roana (Roana in veneto, Roone nella variante locale) è un comune italiano di 4 126 abitanti della provincia di Vicenza in Veneto. Si tratta di un comune sparso; la sede comunale si trova nella frazione Canove.
Situata sull'altopiano dei Sette Comuni, Roana è abitata dalla minoranza etnico-linguistica dei cimbri ed è una delle ultime isole linguistiche dove si parla ancora la lingua cimbra.

## Origini del nome
L'etimo del toponimo è molto discusso anche a causa della scarsità di attestazioni antiche (la prima, nel 983, come Rauna). Probabilmente non ha origini germaniche, dato che in cimbro suona Robàan o Rowàan e non può quindi essere avvicinato al termine ròan "pendio", variamente attestato nell'altopiano e non solo. Per alcuni si lega al latino rubus "rovo", per altri a ro(v)a "ghiaia, area franosa", termine assai diffuso nelle Alpi Orientali e in particolare nel Bellunese. Il suffisso -ana potrebbe suggerire un prediale derivato da Rubus o, più verosimilmente, da Roius (da cui Roiana villa).

## Storia
Roana è una delle località sede delle vicende umane e storiche che si svolsero tra l'XI secolo e il XIII secolo e delle numerose proprietà che videro protagonisti i vari componenti della famiglia degli Ezzelini.
Proprietà che furono certosinamente accertate, censite e documentate dopo la loro definitiva sconfitta avvenuta nel 1260.

### Prima guerra mondiale
Il comune di Roana, come tutti gli altri comuni dell'altopiano, è stato direttamente interessato dagli eventi della prima guerra mondiale.
Proprio con una cannonata sparata dal forte Verena sull'omonimo monte l'Italia sancì la sua entrata in guerra.
Per più di due anni, come diretta conseguenza dell'offensiva austro-ungarica denominata Strafexpedition, dal 25 giugno 1916 fino alla fine del primo conflitto mondiale il territorio comunale di Roana fu letteralmente tagliato in due dalla linea del fronte, che seguiva da ovest a est il torrente Assa, con le località di Mezzaselva, Roana e Camporovere immediatamente a ridosso della prima linea imperiale e le località di Treschè Conca, Canove e Cesuna in territorio Italiano.

### Primo dopoguerra
Negli anni trenta del Novecento sopra a Mezzaselva, a 1258 m s.l.m., fu costruito l'istituto elioterapico, chirurgico e ortopedico "Vittorio Emanuele III", che accoglieva i tubercolotici seguendo la climatoterapia in voga all'epoca, ossia l'uso instauratosi già a fine Ottocento di mandarli in colonie costruite in zone con clima favorevole. L'edificio, passato all'ULSS e ristrutturato negli anni ottanta, venne dismesso nel 2005 per poi essere ristrutturato e adibito a struttura sanitaria privata.

### Simboli
Lo stemma e il gonfalone sono stati concessi con DPR dell'11 dicembre 1974.
Stemma
La lettera R sta per Roana, le tre C sono le iniziali di Canove, Cesuna e Camporovere.
Gonfalone

## Monumenti e luoghi d'interesse

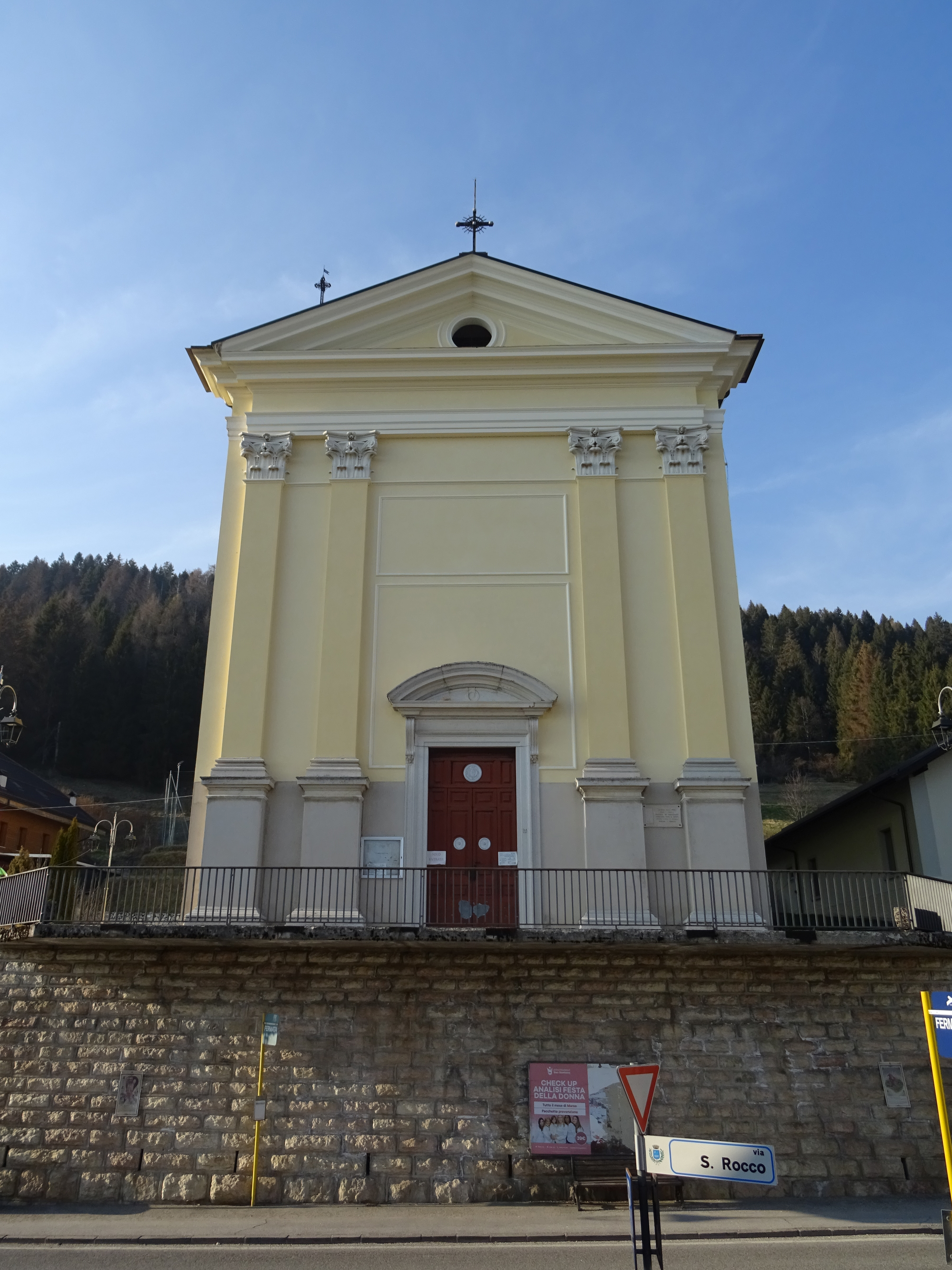
Chiesa della Presentazione della Beata Vergine Maria a Mezzaselva

In località Spilleck di Roana, il laghetto artificiale della Lonaba, che dal 2008 è balneabile e dotato di un impianto di depurazione naturale, con gli anni è diventato uno dei simboli del turismo estivo e invernale locale.
Nella foresta naturale adiacente è stato creato un AcroPark.
Poco distante è presente anche uno stadio del ghiaccio, denominato PalaRobaan.
Sul monte Verena si trovano i resti del forte Verena, imponente fortezza italiana costruita a difesa del vecchio confine di Stato e perduta dall'esercito italiano durante l'Offensiva di Primavera.
Il ponte di Roana, caratteristico ponte ad arco costruito nel 1906 e ricostruito dopo la Grande Guerra a seguito della sua distruzione. Collega le frazioni di Roana, separate dalla Val d'Assa, sul cui fondo sono presenti antiche incisioni rupestri.
A Roana sorge anche la chiesa di Santa Giustina, costruita tra il 1924 e il 1927.
La chiesa parrocchiale di Mezzaselva, dedicata alla Presentazione della Beata Vergine Maria, è stata realizzata nel 1927.

## Società

### Evoluzione demografica
Abitanti censiti

### Lingue e dialetti
Roana e specialmente la frazione Mezzaselva rappresenta l'ultima località dell'altopiano dei Sette Comuni dove è ancora in uso la lingua cimbra, un idioma del ceppo germanico introdotto nel Medioevo dall'immigrazione di popolazioni provenienti dall'area bavarese.
Secondo le stime più recenti, attualmente il cimbro è utilizzato solo da una decina di anziani, tuttavia molti termini sopravvivono nell'italiano colloquiale, specie nei modi di dire, e nella toponomastica. In verità una buona parte dei Roanesi (e, più in generale, degli abitanti dell'altopiano) si ritengono cimbri pur non conoscendone la parlata.
La salvaguardia di questa lingua è oggi affidato all'Istituto di cultura cimbra con sede nel centro del paese.

## Geografia antropica

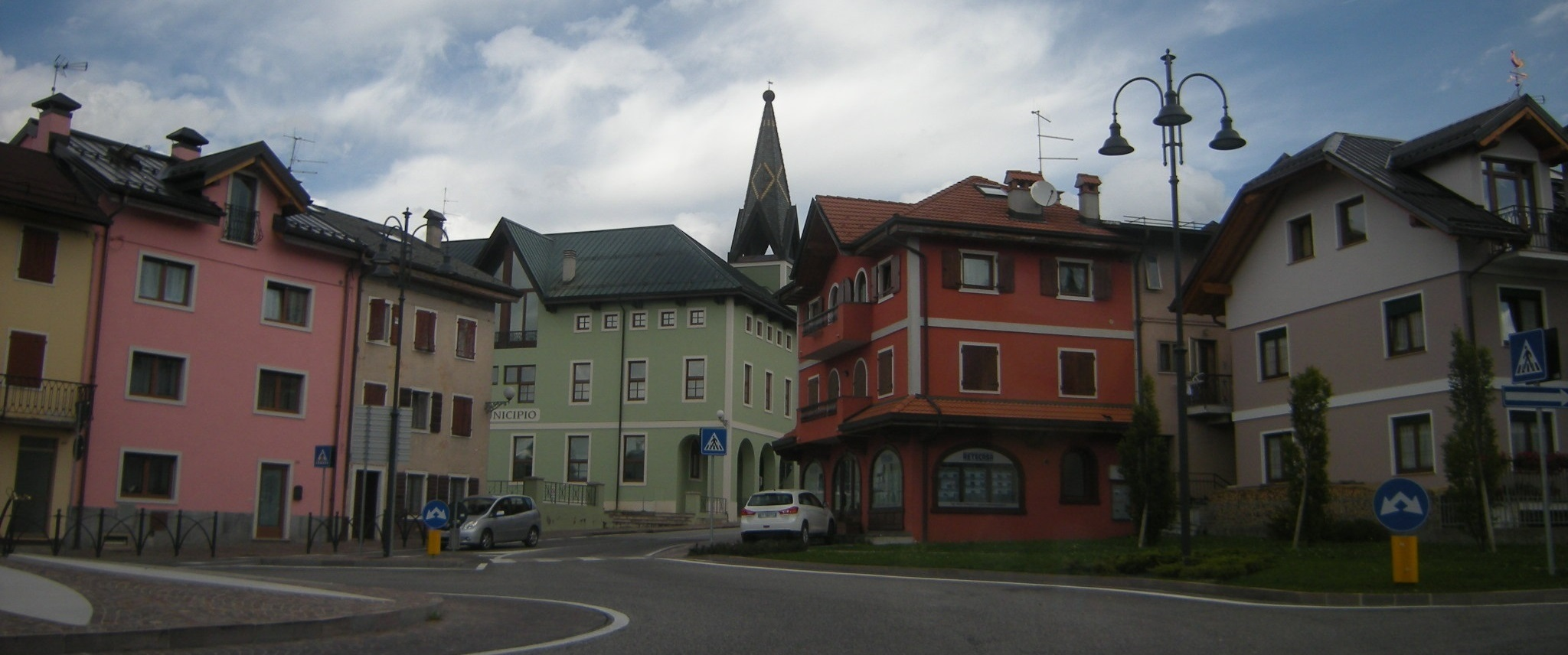
Canove

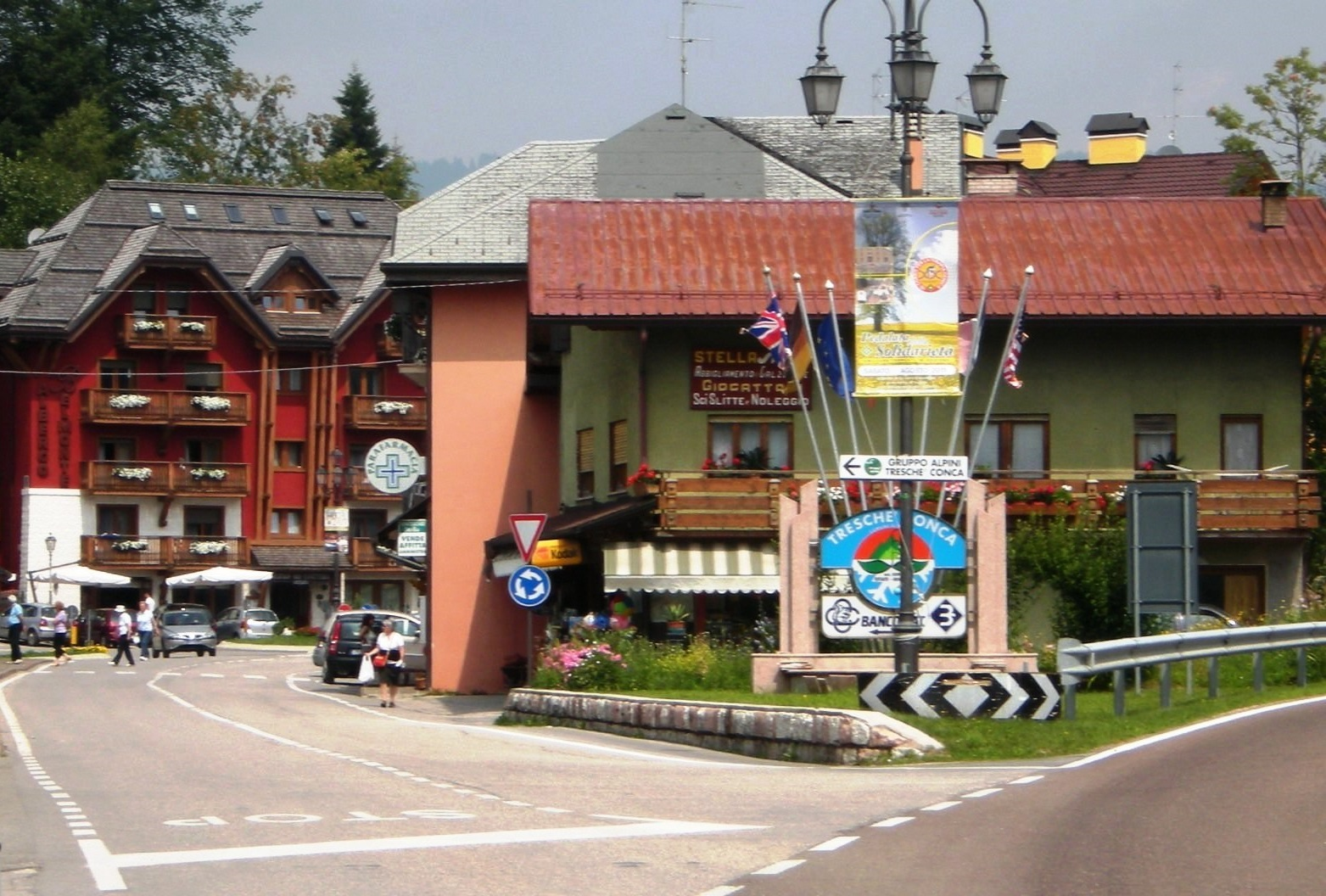
Treschè Conca

Il comune di Roana è composto da 6 frazioni che sorgono a circa 1.000 m s.l.m.:
- Camporovere (cimbro Kamparube)
- Canove (cimbro Roan)
- Cesuna (cimbro Kan-Zune)
- Mezzaselva (cimbro Mitteballe)
- Roana (cimbro Robaan)
- Treschè Conca (cimbro Kunka)

### Mezzaselva
Il paese di Mezzaselva (Mitteballe in cimbro) è adagiato sul versante Ovest dell'Altopiano dei Sette Comuni in prossimità della Val d'Assa e lungo il versante meridionale del monte Verena.
Anticamente abitata dai cimbri, gruppo etno-linguistico di origine tedesca meridionale, Mitteball (letteralmente "in mezzo al bosco"), mantiene ancora oggi denominazioni di luoghi e tradizioni di origine germanica, nonché termini ed espressioni dell'antico idioma anche nel linguaggio quotidiano. La lingua cimbra, parlata ancor oggi da alcuni anziani, era usata fino al'avvento della Grande Guerra che interessò tutta la zona: il profugato prima e l'avvento del fascismo poi, fecero quasi sparire l'antica parlata.

## Cultura
A Roana si trova l'Istituto di cultura cimbra.

### Eventi
Dal 2006 a Roana si svolge la festa Hoga Zait (in cimbro "tempo alto"), dedicata alla cultura cimbra.

### Musei
- Ecomuseo del Ghertele[16][17][18]

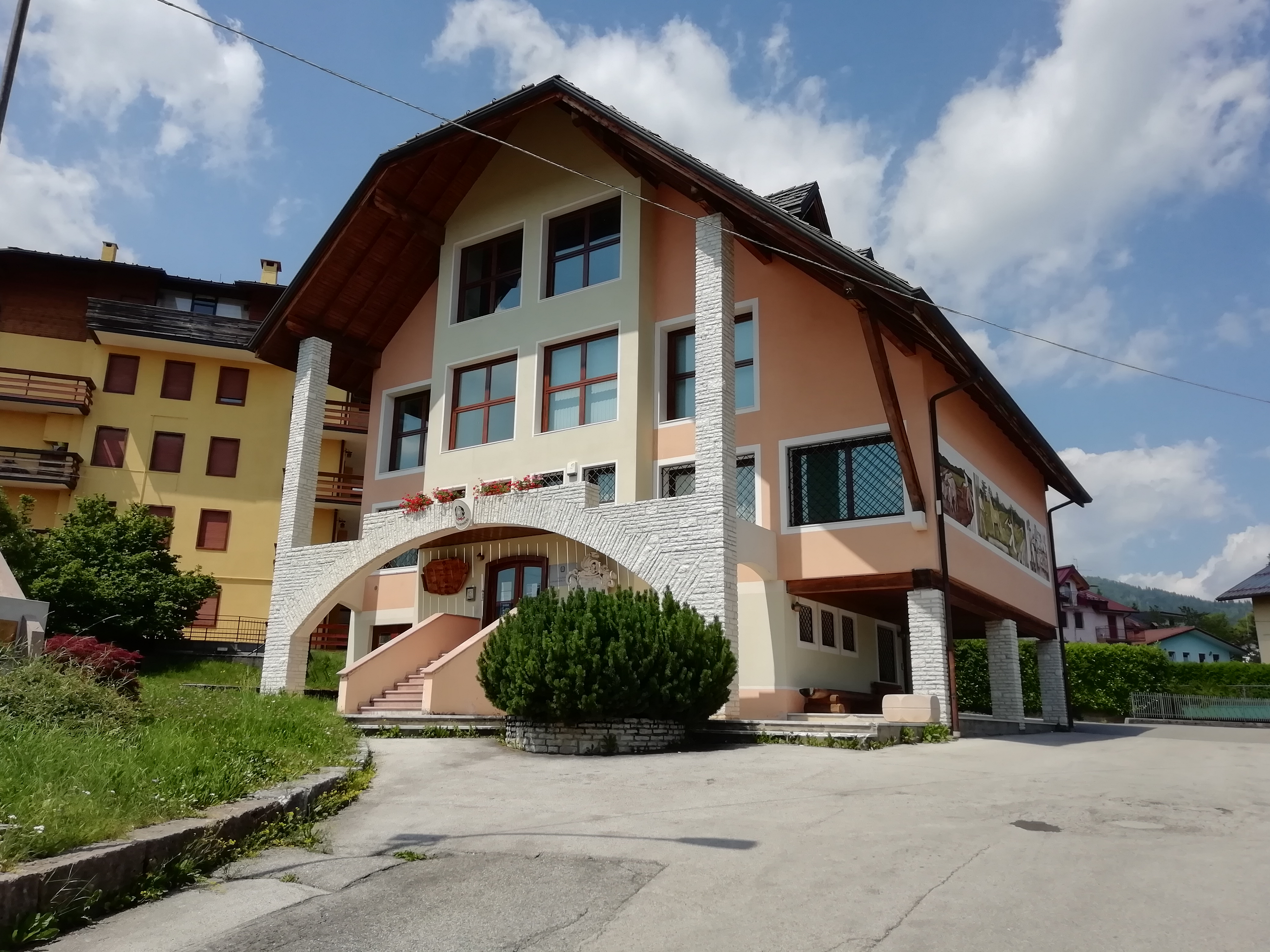
L'edificio del museo e dell'istituto di cultura cimbra, nel borgo di Roana.

- A Canove, l'ex-stazione ferroviaria della tratta Rocchette-Asiago ospita il museo storico della Grande Guerra 1915-1918
- A Treschè Conca si trova invece il Museo dei cuchi, tipici fischietti in terracotta
- A Roana si trova il Museo della cultura e tradizione cimbra, museo etnografico gestito dall'Istituto di cultura cimbra.[14]

## Infrastrutture e trasporti
Dal 1910 al 1958 il comune è stato servito dalla ferrovia Rocchette-Asiago. Sul territorio vi furono tre stazioni: Treschè Conca, Cesuna e Canove.

## Amministrazione

### Gemellaggi
- Pojana Maggiore[19]
- Velden (Bassa Baviera)[senza fonte]

### Altre informazioni amministrative
La circoscrizione territoriale ha subito le seguenti modifiche: nel 1869 aggregazione di territori del soppresso comune di Treschè Conca; nel 1906 distacco di territori per la ricostituzione del comune di Treschè Conca (Censimento 1901: pop. res. 880); nel 1928 aggregazione di territori del soppresso comune di Treschè Conca.
Nel 2006 la popolazione degli otto comuni dell'Altopiano (Asiago, Conco, Enego, Foza, Gallio, Lusiana, Roana e Rotzo) votò a grande maggioranza (94%) a un referendum per il distacco del territorio dalla Regione Veneto e per la successiva aggregazione alla Regione Trentino-Alto Adige. L'anno seguente arrivò il parere negativo da parte sia della provincia di Bolzano che da quella di Trento, mentre il Parlamento, che doveva dare l'esito definitivo, non si espresse mai.